# Sacramento Surge

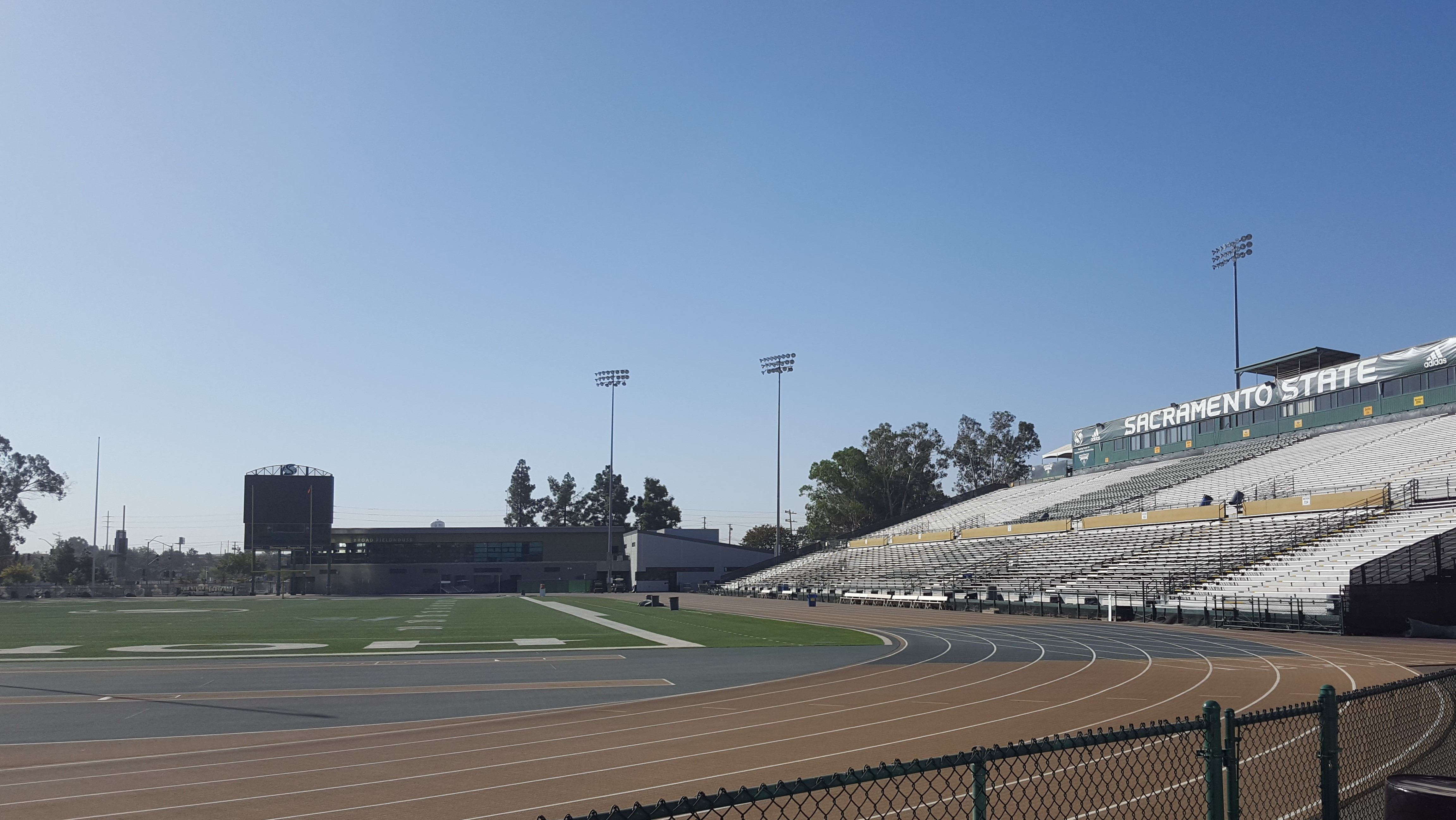
Domácí půda týmu Surge

Sacramneto Surge byl profesionální tým amerického fotbalu,působící v letech 1991-1992 v lize World League of American Football,později od roku 1993 až do roku 1995 působil v Canadian Football League jako  Sacramneto Gold Miners.Domácí zápasy tým odehrával na univerzitním stadionu Hornet Stadium.V roce 1992 Surge vyhráli World Bowl a stali se jediným severoamerickým týmem,který,kdy vyhrál WLAF.